# Nati nel 1981/Gennaio
| Questa pagina contiene informazioni ricavate automaticamente dalle voci biografiche con l'ausilio del template Bio e di un bot. L'aggiornamento è periodico e automatico e ricostruisce completamente la pagina. Se manca una persona in questa lista, sei pregato di non aggiungerla, ma accertati piuttosto che la sua voce biografica contenga il template Bio e che i dati anagrafici siano correttamente compilati. Se il template Bio manca, inseriscilo tu stesso o, in alternativa, metti l'avviso {{tmp\|Bio}} che ne segnala la mancanza. Se i dati riportati sono sbagliati, correggi direttamente la voce biografica; le modifiche saranno visibili in questa lista entro pochi giorni. Per chiarimenti vedi il progetto biografie. La lista contiene solo le 457 persone che sono citate nell'enciclopedia e per le quali è stato implementato correttamente il template Bio. Pagina aggiornata al 18 ago 2025. |

- 1º gennaio - Yacine Abdessadki, ex calciatore marocchino
- 1º gennaio - Sedonoude Abouta, ex calciatore maliano
- 1º gennaio - Moustapha Agnidé, ex calciatore beninese
- 1º gennaio - Jonas Armstrong, attore irlandese
- 1º gennaio - Zsolt Baumgartner, ex pilota automobilistico ungherese
- 1º gennaio - Lindsay Campbell, schermitrice statunitense
- 1º gennaio - Saleh Farhan, ex calciatore bahreinita
- 1º gennaio - Björn Hodestål, bassista italiano
- 1º gennaio - Sean Howson, ex calciatore montserratiano
- 1º gennaio - Berat Jusufi, calciatore norvegese
- 1º gennaio - Naughty Boy, disc jockey, produttore discografico e musicista britannico
- 1º gennaio - Vasile Maftei, ex calciatore rumeno
- 1º gennaio - Aleksandr Martynov, politico moldavo
- 1º gennaio - Óscar Miñambres, ex calciatore spagnolo
- 1º gennaio - Winfred Omwakwe, modella keniota
- 1º gennaio - Mladen Petrić, ex calciatore croato
- 1º gennaio - Song Ji-hyo, attrice, conduttrice televisiva e ex modella sudcoreana
- 1º gennaio - Anna-Karin Strömstedt, ex sciatrice nordica svedese
- 1º gennaio - Ernest van der Kwast, scrittore olandese
- 2 gennaio - Hanno Balitsch, ex calciatore tedesco
- 2 gennaio - Nicola Bresciani, surfista italiano
- 2 gennaio - Wanna Buakaew, pallavolista thailandese
- 2 gennaio - Natascha Börger, modella tedesca
- 2 gennaio - Gilles Cervara, allenatore di tennis francese
- 2 gennaio - Jamie Coyne, ex calciatore australiano
- 2 gennaio - Tat'jana Efimenko, ex altista kirghisa
- 2 gennaio - Christian Elkin, pilota motociclistico britannico
- 2 gennaio - Juan Ferrando, allenatore di calcio spagnolo
- 2 gennaio - Kirk Hinrich, ex cestista statunitense
- 2 gennaio - Aleksandr Aleksandrovič Kozlov, politico russo
- 2 gennaio - Marco Lombardo, politico italiano
- 2 gennaio - María Isabel Moreno, ex ciclista su strada spagnola
- 2 gennaio - Amin Nikfar, ex pesista iraniano
- 2 gennaio - Fabián Robledo, ex giocatore di calcio a 5 spagnolo
- 2 gennaio - Maxi Rodríguez, ex calciatore argentino
- 2 gennaio - Paul-Henri Sandaogo Damiba, militare e politico burkinabé
- 2 gennaio - Roberto Selva, ex calciatore sammarinese
- 2 gennaio - Pedrie Wannenburg, rugbista a 15 sudafricano († 2022)
- 2 gennaio - Zhang Juanjuan, arciera cinese
- 3 gennaio - Zaenal Arief, calciatore indonesiano
- 3 gennaio - Federico Bavosi, cestista uruguaiano
- 3 gennaio - Kajsa Bergström, giocatrice di curling svedese
- 3 gennaio - Moumouni Dagano, ex calciatore burkinabé
- 3 gennaio - Cristian Deville, ex sciatore alpino italiano
- 3 gennaio - Alexandra Dinu, attrice rumena
- 3 gennaio - Myles Ferguson, attore canadese († 2000)
- 3 gennaio - Simon Gamache, ex hockeista su ghiaccio canadese
- 3 gennaio - Klaas Gerling, disc jockey e produttore discografico tedesco
- 3 gennaio - Randy Gevers, pilota motociclistico olandese
- 3 gennaio - Hu Zhaojun, calciatore cinese
- 3 gennaio - Fernando Leitão, ex giocatore di calcio a 5 brasiliano
- 3 gennaio - Eli Manning, ex giocatore di football americano statunitense
- 3 gennaio - Mikko Markkula, copilota di rally finlandese
- 3 gennaio - Gabriel Mikulas, ex cestista argentino
- 3 gennaio - Edu Moya, ex calciatore spagnolo
- 3 gennaio - Karma Rosenberg, ex attrice pornografica slovacca
- 3 gennaio - Rashidat Sadiq, ex cestista nigeriana
- 3 gennaio - Melvin Sanders, ex cestista statunitense
- 3 gennaio - Jaymay, cantautrice statunitense
- 3 gennaio - Ariel Seltzer, ex calciatore argentino
- 3 gennaio - Al Weaver, attore inglese
- 3 gennaio - Elke Wijnhoven, ex pallavolista olandese
- 3 gennaio - George Williams, ex cestista statunitense
- 4 gennaio - Lucia Bacchi, pallavolista italiana
- 4 gennaio - Dave Borrelli, ex hockeista su ghiaccio canadese
- 4 gennaio - Sarah Crossan, scrittrice irlandese
- 4 gennaio - Alicia Garza, attivista e editrice statunitense
- 4 gennaio - Wojciech Grzyb, pallavolista polacco
- 4 gennaio - Pavel Kiryl'čyk, ex calciatore bielorusso
- 4 gennaio - Nguyễn Huy Hoàng, ex calciatore vietnamita
- 4 gennaio - Hitomi Obara, lottatrice giapponese († 2025)
- 4 gennaio - Paulo Pina, ex calciatore portoghese
- 4 gennaio - Daniel Rossi, ex calciatore brasiliano
- 4 gennaio - Anna Safroncik, attrice ucraina
- 4 gennaio - Sabrina Viguier, allenatrice di calcio e ex calciatrice francese
- 4 gennaio - Zhang Jiewen, giocatrice di badminton cinese
- 5 gennaio - Rüzgar Aksoy, attore e doppiatore turco
- 5 gennaio - Vüqar Ələkbərov, pugile azero
- 5 gennaio - Anderson Daronco, arbitro di calcio brasiliano
- 5 gennaio - Issam Erraki, calciatore marocchino
- 5 gennaio - Corey Flynn, rugbista a 15 neozelandese
- 5 gennaio - Kenan Koçak, allenatore di calcio e ex calciatore turco
- 5 gennaio - Allan Lalín, calciatore honduregno
- 5 gennaio - Michael Mizrachi, giocatore di poker statunitense
- 5 gennaio - Lisette Pagler, attrice svedese
- 5 gennaio - Brooklyn Sudano, attrice, cantante e ballerina statunitense
- 5 gennaio - Nikola Trajković, allenatore di calcio e ex calciatore serbo
- 5 gennaio - Tom Voyce, rugbista a 15 inglese († 2024)
- 5 gennaio - Daniel Vušković, ex calciatore croato
- 5 gennaio - Deadmau5, produttore discografico e disc jockey canadese
- 6 gennaio - Noah Boeken, giocatore di poker olandese
- 6 gennaio - Rinko Kikuchi, attrice giapponese
- 6 gennaio - Jérémie Renier, attore belga
- 6 gennaio - Federico Rizzi, ex calciatore italiano
- 6 gennaio - Asante Samuel, ex giocatore di football americano statunitense
- 6 gennaio - Eduard Tubau, hockeista su prato spagnolo
- 6 gennaio - Iris Zimmermann, schermitrice statunitense
- 6 gennaio - Takamasa Ōe, sceneggiatore e regista giapponese
- 7 gennaio - Ania, cantante polacca
- 7 gennaio - Esteban Arellano, giocatore di calcio a 5 e allenatore di calcio a 5 argentino
- 7 gennaio - Biplob Bhattacharjee, ex calciatore bangladese
- 7 gennaio - Ármann Björnsson, ex calciatore islandese
- 7 gennaio - Javier Cámpora, ex calciatore argentino
- 7 gennaio - Mario Chiarini, ex giocatore di baseball e allenatore di baseball italiano
- 7 gennaio - Manuele Cricca, ex pallavolista italiano
- 7 gennaio - Marquis Daniels, ex cestista statunitense
- 7 gennaio - Reece Gaines, ex cestista e allenatore di pallacanestro statunitense
- 7 gennaio - Luchè, rapper e produttore discografico italiano
- 7 gennaio - Rin Kono, goista giapponese
- 7 gennaio - Szymon Marciniak, arbitro di calcio polacco
- 7 gennaio - Andrej Rekečinskij, pallanuotista russo
- 7 gennaio - Krishnan Sasikiran, scacchista indiano
- 8 gennaio - Andrea Capone, calciatore italiano († 2024)
- 8 gennaio - Chu Yung-hsu, ex cestista taiwanese
- 8 gennaio - Johan Clarey, ex sciatore alpino francese
- 8 gennaio - Genevieve Cortese, attrice statunitense
- 8 gennaio - Sebastián Eguren, ex calciatore uruguaiano
- 8 gennaio - Steven Esterkamp, ex cestista e allenatore di pallacanestro statunitense
- 8 gennaio - Shoko Mikami, ex calciatrice giapponese
- 8 gennaio - Riccardo Petrozzi, doppiatore italiano
- 8 gennaio - Arianna Rusca, ginnasta italiana
- 8 gennaio - Kristin Mürer Stemland, ex fondista norvegese
- 8 gennaio - Daniel Strauch, ex cestista tedesco
- 8 gennaio - Dinmuhambet Súleımenov, ex giocatore di calcio a 5 kazako
- 8 gennaio - Želimir Terkeš, allenatore di calcio e ex calciatore bosniaco
- 8 gennaio - Emanuel Trípodi, ex calciatore argentino
- 8 gennaio - Jurij Vasil'ev, ex cestista russo
- 8 gennaio - Xie Xingfang, giocatrice di badminton cinese
- 9 gennaio - Larry Clavier, calciatore francese
- 9 gennaio - Julia Dietze, attrice tedesca
- 9 gennaio - Danielson Ferreira Trindade, ex calciatore brasiliano
- 9 gennaio - Lauren Gold, modella britannica
- 9 gennaio - Bartłomiej Grzelak, ex calciatore polacco
- 9 gennaio - Ronny Heer, ex combinatista nordico svizzero
- 9 gennaio - Nicola Prosatore, regista, sceneggiatore e produttore cinematografico italiano
- 9 gennaio - András Pál, astronomo ungherese
- 9 gennaio - Emanuele Sella, ex ciclista su strada italiano
- 9 gennaio - Erik Vendt, nuotatore statunitense
- 9 gennaio - Michael Waddell, giocatore di football americano statunitense
- 9 gennaio - Antoine Zahra, ex calciatore maltese
- 10 gennaio - David Aganzo, ex calciatore spagnolo
- 10 gennaio - Marcus Bakke, calciatore norvegese
- 10 gennaio - Matt Brown, artista marziale misto statunitense
- 10 gennaio - Tamta, cantante georgiana
- 10 gennaio - Brian Joo, cantante sudcoreano
- 10 gennaio - Dieudonné Kalulika, ex calciatore della Repubblica Democratica del Congo
- 10 gennaio - Jared Kushner, imprenditore, funzionario e politico statunitense
- 10 gennaio - Marcelo Fabián Méndez, allenatore di calcio e ex calciatore uruguaiano
- 10 gennaio - Joey Paccagnella, nuotatrice artistica italiana
- 10 gennaio - Chris Poźniak, ex calciatore polacco
- 10 gennaio - Ismael de Jesús Rodríguez Vega, ex calciatore messicano
- 10 gennaio - Hayden Roulston, ex ciclista su strada e pistard neozelandese
- 10 gennaio - Khano Smith, ex calciatore e allenatore di calcio bermudiano
- 10 gennaio - Johnson Sunday, ex calciatore nigeriano
- 10 gennaio - Abdoul Karim Sylla, ex calciatore guineano
- 10 gennaio - Kostjantyn Vasjukov, ex velocista ucraino
- 11 gennaio - Benjamin Auer, ex calciatore tedesco
- 11 gennaio - Rafael Cavalcante, artista marziale misto brasiliano
- 11 gennaio - Kaayla Chones, ex cestista statunitense
- 11 gennaio - Joan Cornellà, illustratore e fumettista spagnolo
- 11 gennaio - Jamelia, cantante, attrice e personaggio televisivo britannico
- 11 gennaio - Thomas Graggaber, ex sciatore alpino austriaco
- 11 gennaio - Muhammed Lawal, artista marziale misto e wrestler statunitense
- 11 gennaio - Tom Meighan, cantante britannico
- 11 gennaio - Lia Andrea Ramos, modella filippina
- 11 gennaio - Israel Rubio, ex sollevatore venezuelano
- 11 gennaio - Jaime Valdés, ex calciatore cileno
- 11 gennaio - Rasa Žemantauskaitė, cestista lituana
- 11 gennaio - Ali Zitouni, ex calciatore tunisino
- 12 gennaio - Jonathan Arnott, politico britannico
- 12 gennaio - Cheick Oumar Dabo, ex calciatore maliano
- 12 gennaio - Solveig Gulbrandsen, calciatrice norvegese
- 12 gennaio - Katja Haller, ex biatleta italiana
- 12 gennaio - Daniel João Paulo, ex calciatore brasiliano
- 12 gennaio - Niklas Kronwall, ex hockeista su ghiaccio svedese
- 12 gennaio - Luis Ernesto Pérez, ex calciatore messicano
- 12 gennaio - Andrij Smal'ko, ex calciatore ucraino
- 12 gennaio - Giōrgos Stefanou, allenatore di pallavolo e ex pallavolista greco
- 13 gennaio - Riccardo Fraccaro, politico italiano
- 13 gennaio - Shad Gaspard, wrestler statunitense († 2020)
- 13 gennaio - Janina Götz, ex nuotatrice tedesca
- 13 gennaio - Lee Hyo-jung, giocatrice di badminton sudcoreana
- 13 gennaio - Argyrīs Theodōropoulos, pallanuotista greco
- 13 gennaio - Mamam Cherif Touré, ex calciatore togolese
- 13 gennaio - Luis Zubeldía, allenatore di calcio e ex calciatore argentino
- 14 gennaio - Naji Shushan, calciatore libico
- 14 gennaio - Myriam Baverel, taekwondoka francese
- 14 gennaio - Lorenzo Branchetti, attore e conduttore televisivo italiano
- 14 gennaio - Mirco Carloni, politico italiano
- 14 gennaio - Abdelmalek Cherrad, ex calciatore algerino
- 14 gennaio - Trieste Kelly Dunn, attrice statunitense
- 14 gennaio - Borja Fernández, allenatore di calcio e ex calciatore spagnolo
- 14 gennaio - Hyleas Fountain, multiplista statunitense
- 14 gennaio - Josh Kloss, modello e attore statunitense
- 14 gennaio - Sergej Lagutin, dirigente sportivo e ex ciclista su strada uzbeko
- 14 gennaio - Mathias Lindström, ex calciatore finlandese
- 14 gennaio - Rosa López, cantante spagnola
- 14 gennaio - Melina Matsoukas, regista, produttrice cinematografica e produttrice televisiva statunitense
- 14 gennaio - Miao Miao, tennistavolista australiana
- 14 gennaio - Concepción Montaner, lunghista spagnola
- 14 gennaio - Kirill Novikov, allenatore di calcio e ex calciatore russo
- 14 gennaio - Garfield Reid, calciatore giamaicano
- 14 gennaio - Sven Vanthourenhout, dirigente sportivo, ex ciclocrossista e ex ciclista su strada belga
- 15 gennaio - Hadi Aghily, ex calciatore iraniano
- 15 gennaio - Dylan Armstrong, pesista e martellista canadese
- 15 gennaio - Angela Brodtka, ex ciclista su strada tedesca
- 15 gennaio - Julio Castro, ex calciatore salvadoregno
- 15 gennaio - Howie Day, cantautore statunitense
- 15 gennaio - El Hadji Diouf, ex calciatore senegalese
- 15 gennaio - Hanna Grobler, ex altista finlandese
- 15 gennaio - Bianca Guaccero, attrice e conduttrice televisiva italiana
- 15 gennaio - Ivan Juškov, pesista russo
- 15 gennaio - Jonathan Kashanian, personaggio televisivo israeliano
- 15 gennaio - Sean Lamont, ex rugbista a 15 britannico
- 15 gennaio - Marcin Matkowski, ex tennista polacco
- 15 gennaio - Belit Onay, politico tedesco
- 15 gennaio - Marek Petraszek, schermidore polacco
- 15 gennaio - Yandri Pitoy, calciatore indonesiano
- 15 gennaio - Mike Poto, calciatore zambiano
- 15 gennaio - Pitbull, rapper, cantante e attore statunitense
- 15 gennaio - Krišjānis Rēdlihs, hockeista su ghiaccio lettone
- 15 gennaio - Juan Silva Cerón, ex calciatore uruguaiano
- 15 gennaio - Ludvig Strigeus, ingegnere e programmatore svedese
- 16 gennaio - Beatrice Caggiula, doppiatrice e attrice teatrale italiana
- 16 gennaio - David García de la Cruz, ex calciatore spagnolo
- 16 gennaio - Roberto Morentin, ex cestista spagnolo
- 16 gennaio - Paul Mulders, ex calciatore olandese
- 16 gennaio - Vlad Munteanu, dirigente sportivo e ex calciatore rumeno
- 16 gennaio - Marta Roure, cantante andorrana
- 16 gennaio - Nick Valensi, chitarrista statunitense
- 16 gennaio - Bobby Zamora, ex calciatore inglese
- 16 gennaio - Lorena Zuleta, pallavolista colombiana
- 17 gennaio - Sofia Arimattei, pallavolista italiana
- 17 gennaio - Thierry Ascione, allenatore di tennis e ex tennista francese
- 17 gennaio - Paolo Bianchessi, judoka italiano
- 17 gennaio - Andrej Chramov, orientista russo
- 17 gennaio - Julien Cousineau, ex sciatore alpino canadese
- 17 gennaio - Daniel Diges, cantante, attore e conduttore televisivo spagnolo
- 17 gennaio - Warren Feeney, allenatore di calcio e ex calciatore nordirlandese
- 17 gennaio - Carmine Guarino, scenografo italiano
- 17 gennaio - Bradie James, giocatore di football americano statunitense
- 17 gennaio - Scott Mechlowicz, attore statunitense
- 17 gennaio - Diogo Morgado, attore portoghese
- 17 gennaio - Harding Nana, ex cestista camerunese
- 17 gennaio - Ray J, cantante e attore statunitense
- 17 gennaio - Stefan Petzner, politico austriaco
- 17 gennaio - Christian Puggioni, ex calciatore italiano
- 17 gennaio - Velimir Radinović, ex cestista canadese
- 17 gennaio - Christophe Riblon, ex ciclista su strada e pistard francese
- 17 gennaio - Scott Wells, ex giocatore di football americano statunitense
- 17 gennaio - Tarnee White, nuotatrice australiana
- 17 gennaio - Zou Jie, ex calciatore cinese
- 18 gennaio - Zeina Abirached, disegnatrice e fumettista libanese
- 18 gennaio - Alessio Boggiatto, ex nuotatore italiano
- 18 gennaio - Ryan Bucci, ex cestista statunitense
- 18 gennaio - Peter Canero, ex calciatore britannico
- 18 gennaio - Gabriel Cânu, ex calciatore rumeno
- 18 gennaio - Thomas Degasperi, sciatore nautico italiano
- 18 gennaio - Otgonbayar Ershuu, pittore mongolo
- 18 gennaio - Daniel Mendes, ex calciatore brasiliano
- 18 gennaio - Gang Dong-won, attore sudcoreano
- 18 gennaio - Youssouf Kamara, ex calciatore ivoriano
- 18 gennaio - Andreı Karpovıch, ex calciatore kazako
- 18 gennaio - Christophe Kern, ex ciclista su strada francese
- 18 gennaio - Christof Ritter, ex calciatore liechtensteinese
- 18 gennaio - Olivier Rochus, ex tennista belga
- 18 gennaio - Khari Stephenson, ex calciatore giamaicano
- 18 gennaio - Miguel Torres, artista marziale misto e kickboxer statunitense
- 18 gennaio - Antje Traue, attrice tedesca
- 18 gennaio - Daniel Zillmann, attore, doppiatore e cantante tedesco
- 19 gennaio - Ahmed Ammi, ex calciatore marocchino
- 19 gennaio - Antōnīs Antōniou, ex calciatore cipriota
- 19 gennaio - Giuseppe Di Matteo, italiano († 1996)
- 19 gennaio - Spartak Gogniev, allenatore di calcio e ex calciatore russo
- 19 gennaio - Lucho González, allenatore di calcio e ex calciatore argentino
- 19 gennaio - Audrey Lamy, attrice e umorista francese
- 19 gennaio - Michal Macek, calciatore ceco
- 19 gennaio - Dīmosthenīs Manousakīs, ex calciatore greco
- 19 gennaio - Chris Monroe, ex cestista statunitense
- 19 gennaio - Florent Piétrus, cestista francese
- 19 gennaio - Anne-Lise Touya, ex schermitrice francese
- 19 gennaio - Bitsie Tulloch, attrice statunitense
- 19 gennaio - Zoe Ventoura, attrice e modella australiana
- 19 gennaio - Chris Warren, ex cestista statunitense
- 19 gennaio - Michael Zepek, ex calciatore tedesco
- 19 gennaio - Asier del Horno, ex calciatore spagnolo
- 20 gennaio - Shadi Abu Hashhash, ex calciatore giordano
- 20 gennaio - Koen Barbé, ex ciclista su strada belga
- 20 gennaio - Jürgen Colin, ex calciatore olandese
- 20 gennaio - Nathan Connolly, chitarrista britannico
- 20 gennaio - Daniel Cudmore, attore canadese
- 20 gennaio - Pene Erenio, calciatore figiano
- 20 gennaio - Jesse Flores, attrice pornografica statunitense
- 20 gennaio - Ken Hamlin, ex giocatore di football americano statunitense
- 20 gennaio - Owen Hargreaves, ex calciatore inglese
- 20 gennaio - Cullen Jenkins, giocatore di football americano statunitense
- 20 gennaio - Đorđe Jokić, ex calciatore serbo
- 20 gennaio - Kateřina Konečná, politica ceca
- 20 gennaio - Crystal Lowe, attrice canadese
- 20 gennaio - Kazuhiro Murakami, ex calciatore giapponese
- 20 gennaio - Ramūnas Radavičius, ex calciatore lituano
- 20 gennaio - Jason Richardson, ex cestista statunitense
- 20 gennaio - Melissa Rippon, pallanuotista australiana
- 20 gennaio - Waisake Sabutu, calciatore figiano
- 20 gennaio - Ivonne Schönherr, attrice tedesca
- 20 gennaio - Alexander Ziervogel, ex calciatore austriaco
- 21 gennaio - Ignacio Canto, schermidore spagnolo
- 21 gennaio - Gillian Chung, cantante e attrice cinese
- 21 gennaio - Martin Dvořák, pentatleta ceco
- 21 gennaio - Ivan Ergić, ex calciatore serbo
- 21 gennaio - Roberto Guana, allenatore di calcio e ex calciatore italiano
- 21 gennaio - Dany Heatley, ex hockeista su ghiaccio canadese
- 21 gennaio - Jung Ryeo-won, attrice e cantante sudcoreana
- 21 gennaio - Izabella Miko, attrice statunitense
- 21 gennaio - Slimus, rapper russo
- 21 gennaio - Welington Reginaldo dos Santos, ex cestista brasiliano
- 21 gennaio - Shawn Redhage, ex cestista statunitense
- 21 gennaio - Josh Riley, politico statunitense
- 21 gennaio - David F. Sandberg, regista svedese
- 21 gennaio - Michel Teló, cantautore, compositore e ballerino brasiliano
- 21 gennaio - Serdar Özer, attore turco
- 22 gennaio - Chantelle Anderson, ex cestista e allenatrice di pallacanestro statunitense
- 22 gennaio - Carole Bianic, attrice francese
- 22 gennaio - Cornelia Dumler, pallavolista tedesca
- 22 gennaio - O. T. Fagbenle, attore britannico
- 22 gennaio - Willa Ford, cantante statunitense
- 22 gennaio - Alan Ke You Lun, cantante e attore taiwanese
- 22 gennaio - Hervé Lamizana, ex cestista ivoriano
- 22 gennaio - Roger Levesque, ex calciatore statunitense
- 22 gennaio - Julio Manzur, ex calciatore paraguaiano
- 22 gennaio - Beverley Mitchell, attrice statunitense
- 22 gennaio - Ben Moody, cantautore, polistrumentista e compositore statunitense
- 22 gennaio - Gilberto Murgas, ex calciatore salvadoregno
- 22 gennaio - Nicholas Pert, scacchista britannico
- 22 gennaio - Ibrahima Sonko, ex calciatore senegalese
- 22 gennaio - Damian Surma, ex hockeista su ghiaccio statunitense
- 22 gennaio - Ricardo Verón, allenatore di calcio e ex calciatore argentino
- 22 gennaio - Guy Wilks, pilota di rally britannico
- 23 gennaio - Serghei Dadu, ex calciatore moldavo
- 23 gennaio - Rob Friend, ex calciatore canadese
- 23 gennaio - Eros Galbiati, attore italiano
- 23 gennaio - Julia Jones, attrice e ex modella statunitense
- 23 gennaio - Alex Keddie, ex calciatore scozzese
- 23 gennaio - Amadou Konte, ex calciatore maliano
- 23 gennaio - Stefano Lippi, atleta paralimpico italiano
- 23 gennaio - Liu Chun-yi, ex cestista taiwanese
- 23 gennaio - José Parmigiani, ex calciatore argentino
- 23 gennaio - Jean-Jacques Pierre, allenatore di calcio e ex calciatore haitiano
- 24 gennaio - Rodrigue Boisfer, ex calciatore francese
- 24 gennaio - Maria Elena Boschi, politica italiana
- 24 gennaio - Carrie Coon, attrice statunitense
- 24 gennaio - Mario Eggimann, allenatore di calcio e ex calciatore svizzero
- 24 gennaio - Alessio Felicino, giocatore di calcio a 5 italiano († 2022)
- 24 gennaio - Zaur Həşimov, ex calciatore azero
- 24 gennaio - Elena Kolomina, ex fondista kazaka
- 24 gennaio - Anton Pauschenwein, ex calciatore austriaco
- 24 gennaio - Riya Sen, attrice e modella indiana
- 24 gennaio - Johan Wiland, ex calciatore svedese
- 25 gennaio - Charlie Bewley, attore britannico
- 25 gennaio - Javier García, ex calciatore argentino
- 25 gennaio - Sebastián Grazzini, allenatore di calcio e ex calciatore argentino
- 25 gennaio - Francis Jeffers, allenatore di calcio e ex calciatore inglese
- 25 gennaio - Alicia Keys, cantautrice, musicista e attrice statunitense
- 25 gennaio - João Mawete, ex calciatore angolano
- 25 gennaio - Artur Moraes, dirigente sportivo e ex calciatore brasiliano
- 25 gennaio - Clara Morgane, ex attrice pornografica, cantante e personaggio televisivo francese
- 25 gennaio - Alex Partridge, canottiere britannico
- 25 gennaio - Toše Proeski, cantante macedone († 2007)
- 25 gennaio - Paulo Thiago, artista marziale misto brasiliano
- 25 gennaio - Pietro Zucchetti, velista italiano
- 26 gennaio - Richard Antinucci, pilota automobilistico statunitense
- 26 gennaio - Walter Bressan, allenatore di calcio e ex calciatore italiano
- 26 gennaio - José de Jesús Corona, calciatore messicano
- 26 gennaio - Gustavo Dudamel, violinista e direttore d'orchestra venezuelano
- 26 gennaio - Ronald Dupree, ex cestista e allenatore di pallacanestro statunitense
- 26 gennaio - Aleksandr Fëdorov, pallanuotista russo
- 26 gennaio - Glen Fitzpatrick, calciatore irlandese
- 26 gennaio - Juan José Haedo, ex ciclista su strada argentino
- 26 gennaio - Hannes Hopley, ex discobolo e pesista sudafricano
- 26 gennaio - Andrea Lisuzzo, allenatore di calcio e ex calciatore italiano
- 26 gennaio - Colin O'Donoghue, attore e musicista irlandese
- 26 gennaio - Edwin Ouon, ex calciatore francese
- 26 gennaio - Pakito, disc jockey francese
- 26 gennaio - Leandro Somoza, allenatore di calcio e ex calciatore argentino
- 26 gennaio - Alexander Yellen, regista e direttore della fotografia statunitense
- 27 gennaio - Ahmed Al-Mousa, ex calciatore saudita
- 27 gennaio - Francisco Bass, attore argentino
- 27 gennaio - Gennadij Garagulja, allenatore di calcio a 5 e ex giocatore di calcio a 5 russo
- 27 gennaio - Kimberly Joines, sciatrice alpina canadese
- 27 gennaio - Yaniv Katan, ex calciatore israeliano
- 27 gennaio - Cullen Loeffler, giocatore di football americano statunitense
- 27 gennaio - Gorilla Zoe, rapper statunitense
- 27 gennaio - Alicia Molik, allenatrice di tennis e ex tennista australiana
- 27 gennaio - Eric Neilson, skeletonista canadese
- 27 gennaio - Patryk Rachwał, ex calciatore polacco
- 27 gennaio - Fabrizio Schembri, triplista italiano
- 27 gennaio - Brima Sesay, calciatore sierraleonese († 2009)
- 27 gennaio - Christopher Tamas, ex pallavolista e allenatore di pallavolo statunitense
- 27 gennaio - Manuel Turchi, procuratore sportivo e ex calciatore italiano
- 27 gennaio - Tony Woodcock, ex rugbista a 15 neozelandese
- 28 gennaio - Marko Babić, allenatore di calcio e ex calciatore croato
- 28 gennaio - Tim Boetsch, artista marziale misto statunitense
- 28 gennaio - Janna Fassaert, attrice olandese
- 28 gennaio - Maykel Galindo, ex calciatore cubano
- 28 gennaio - Erlend Hanstveit, ex calciatore norvegese
- 28 gennaio - Atef Maoua, ex cestista tunisino
- 28 gennaio - Patrick Mtiliga, dirigente sportivo e ex calciatore danese
- 28 gennaio - André Muff, ex calciatore svizzero
- 28 gennaio - Marque Perry, ex cestista statunitense
- 28 gennaio - Valon Ratkoceri, attore kosovaro
- 28 gennaio - Nenad Savić, ex calciatore svizzero
- 28 gennaio - Kill the Noise, disc jockey e produttore discografico statunitense
- 28 gennaio - Alessia Tognolli, schermitrice italiana
- 28 gennaio - Elijah Wood, attore e doppiatore statunitense
- 29 gennaio - Glenn Allerton, pilota motociclistico australiano
- 29 gennaio - Wojciech Bakun, informatico e politico polacco
- 29 gennaio - Ingmāra Balode, poetessa e traduttrice lettone
- 29 gennaio - Thomas Broich, ex calciatore tedesco
- 29 gennaio - Leonardo Corti, ex calciatore argentino
- 29 gennaio - Romano Denneboom, ex calciatore olandese
- 29 gennaio - Tim Gleason, hockeista su ghiaccio statunitense
- 29 gennaio - Vladimir Gojković, pallanuotista montenegrino
- 29 gennaio - Juan Pablo Guzmán, ex tennista e allenatore di tennis argentino
- 29 gennaio - Tenoch Huerta, attore messicano
- 29 gennaio - Jonny Lang, musicista, chitarrista e cantante statunitense
- 29 gennaio - James Maye, ex cestista e allenatore di pallacanestro statunitense
- 29 gennaio - Roberts Mežeckis, ex calciatore lettone
- 29 gennaio - Oleksandr Pyščur, ex calciatore ucraino
- 29 gennaio - Mladen Šekularac, ex cestista e allenatore di pallacanestro montenegrino
- 29 gennaio - Shavar Thomas, ex calciatore giamaicano
- 29 gennaio - Álex Ubago, cantautore spagnolo
- 30 gennaio - Afonso Alves, ex calciatore brasiliano
- 30 gennaio - Jonathan Bender, ex cestista statunitense
- 30 gennaio - Dimităr Berbatov, ex calciatore bulgaro
- 30 gennaio - Peter Crouch, ex calciatore inglese
- 30 gennaio - Shontayne Hape, rugbista a 13 neozelandese
- 30 gennaio - Mathias Lauda, ex pilota automobilistico austriaco
- 30 gennaio - Valentyna Ljašenko, altista ucraina
- 30 gennaio - Natalija Pyhyda, velocista ucraina
- 30 gennaio - Michael San Nicolas, politico statunitense
- 30 gennaio - Niall Sheehy, attore e cantante irlandese
- 31 gennaio - Julio Arca, allenatore di calcio e ex calciatore argentino
- 31 gennaio - Amrita Arora, attrice indiana
- 31 gennaio - Badr El Kaddouri, ex calciatore marocchino
- 31 gennaio - André Hanssen, ex calciatore norvegese
- 31 gennaio - Diego Hartfield, tennista argentino
- 31 gennaio - Marnix Kolder, ex calciatore olandese
- 31 gennaio - Ion Luchianov, siepista moldavo
- 31 gennaio - Yūsei Matsui, fumettista giapponese
- 31 gennaio - Danilo Napolitano, ex ciclista su strada e pistard italiano
- 31 gennaio - Julija Načalova, cantante e attrice russa († 2019)
- 31 gennaio - Afik Nissim, dirigente sportivo e ex cestista israeliano
- 31 gennaio - Selçuk Şahin, allenatore di calcio e ex calciatore turco
- 31 gennaio - Justin Timberlake, cantautore, ballerino e attore statunitense
- 31 gennaio - Laëtitia Tonazzi, ex calciatrice francese
- 31 gennaio - Salvatore Vicari, ex calciatore italiano
- 31 gennaio - Przemysław Wacha, giocatore di badminton polacco